# Duff Cooper-díj
A Duff Cooper-díj (Duff Cooper Prize) egy irodalmi díj, olyan történelmi, életrajzi vagy politikai tudományos témájú könyvnek, melyet angol vagy francia nyelven adtak ki. Az 1956-os alapítású díj mellé 5000 £ pénzdíj is jár. A díjat Duff Cooper brit diplomata emlékére hozták létre.

## Jelentősebb díjazottak
Megjegyzés: a lista válogatott, nem teljes.
- 2023 – Julian Jackson, France on Trial: The Case of Marshal Pétain[1]
- 2022 – Anna Keay, The Restless Republic: Britain without a Crown[1]
- 2021 – Mark Mazower, The Greek Revolution: 1821 and the Making of Modern Europe[2]
- 2020 – Judith Herrin, Ravenna: Crucible of Europe
- 2019 – John Barton, A History of the Bible
- 2018 – Julian T. Jackson, De Gaulle
- 2017 – Anne Applebaum, Red Famine: Stalin's War on Ukraine (magyarul Vörös éhínség: Sztálin háborúja Ukrajna ellen)
- 2016 – Christopher de Hamel, Meetings with Remarkable Manuscripts
- 2015 – Ian Bostridge, Schubert's Winter Journey: Anatomy of an Obsession
- 2014 – Patrick McGuinness, Other People's Countries: A Journey into Memory
- 2013 – Lucy Hughes-Hallett, The Pike: Gabriele D’Annunzio
- 2012 – Sue Prideaux, Strindberg – A Life
- 2011 – Robert Douglas-Fairhurst, Becoming Dickens: The Invention of a Novelist
- 2010 – Sarah Bakewell, How to Live: A Life of Montaigne in One Question and Twenty Attempts at An Answer
- 2009 – Robert Service, Trotsky: A Biography
- 2008 – Kai Bird és Martin J. Sherwin, American Prometheus: The Triumph and Tragedy of J. Robert Oppenheimer
- 2007 – William Dalrymple, The Last Mughal
- 2005 – Maya Jasanoff, Edge of Empire: Conquest and Collecting on the Eastern Frontiers of the British Empire
- 2004 – Mark Mazower, Salonica: City of Ghosts
- 2003 – Anne Applebaum, Gulag – A History of the Soviet Camps (magyarul A Gulag története)
- 2002 – Jane Ridley, The Architect and his Wife
- 2001 – Margaret MacMillan, Paris 1919: Six Months That Changed the World (magyarul Béketeremtők : az 1919-es párizsi békekonferencia)
- 2000 – Robert Skidelsky, John Maynard Keynes
- 1999 – Adam Hochschild, King Leopold's Ghost
- 1998 – Richard Holmes, Coleridge: Darker Reflections
- 1993 – John Keegan, A History of Warfare (magyarul A hadviselés története)
- 1987 – Robert Studley Forrest Hughes, The Fatal Shore
- 1988 – Humphrey Carpenter, The Life of Ezra Pound
- 1975 – Seamus Heaney, North
- 1974 – Jon Stallworthy, Wilfred Owen
- 1973 – Robin Lane Fox, Alexander the Great
- 1972 – Quentin Bell, Virginia Woolf
- 1971 – Geoffrey Grigson, Discoveries of Bones and Stones
- 1970 – Enid McLeod, Charles of Orleans: Prince & Poet
- 1969 – John Gross, The Man of Letters
- 1968 – Roy Fuller, New Poems
- 1967 – J. A. Baker, The Peregrine
- 1966 – Nirad C. Chaudhuri, The Continent of Circe
- 1965 – George Painter, Marcel Proust
- 1964 – Ivan Morris, The World of the Shining Prince
- 1963 – Aileen Ward, John Keats: The Making of a Poet
- 1962 – Michael Howard, The Franco-Prussian War
- 1961 – Jocelyn Baines, Joseph Conrad
- 1960 – Andrew Young, Collected Poems
- 1959 – Patrick Leigh Fermor, Mani: Travels in the Southern Peloponnese
- 1958 – John Betjeman, Collected Poems
- 1957 – Lawrence Durrell, Bitter Lemons
- 1956 – Alan Moorehead, Gallipoli